# لوران ديلاهاوس
لوران ديلاوس ، من مواليد 30 أوت 1996 في( كورا نورد )،صحفي ومضيف ومنتج و مخرج تلفزيوني فرنسي.
لقد كان أيضًا التعليق الصوتي لتقارير معينة في برنامج الواقع تعبئة العين .

## المذكرات و المراجع
1. ↑  GeneaStar | Laurent Delahousse، QID:Q98769076